# Guillaume de Montfort-sur-Risle
Guillaume de Montfort-sur-Risle (Willelmus) est un bénédictin, 3e abbé de l’abbaye Notre-Dame du Bec.

## Biographie
Guillaume nait vers 1054 au château de Montfort-sur-Risle, de Thurstin et d'Aubrée, fille de Dunelme, sœur de Roger de Beaumont.
Moine du Bec, il fait sa profession de foi à l'âge de 25 ans sous l'abbé Anselme. Il devient prieur de Notre-Dame de Poissy.
Anselme le désigne comme son successeur et il est élu à la tête du Bec le 15 août 1093. Il est conduit devant Robert Courteheuse à Rouen qui lui remet l'abbaye. Il revient au Bec le 23 octobre 1093 et reçoit la bénédiction de Guillaume Bonne-Âme, archevêque de Rouen, le 10 août 1094.
Il assiste le 31 décembre 1099 à la dédicace de l'autel du transept nord de Saint-Évroult. Il accueille en 1107 Turold de Brémoy, évêque de Bayeux, démis pour devenir moine du Bec,. Il est présent en 1118 au concile de Rouen.
Henri Ier confirme les biens de l'abbaye et de ses prieurés.
Guillaume tombe malade en 1122. Richard, abbé de Préaux, lui rend visite en mars 1124 et l'assiste jusqu'à sa mort. Le prieur Boson lui remet les derniers sacrements. Henri Ier lui rend visite sur son lit de mort. Il meurt le 16 avril 1124. Ses funérailles sont présidées par Jean, évêque de Lisieux, et il est enterré dans la salle capitulaire, à la droite d'Herluin.